# Joseph William Tobin
Joseph William Tobin C.Ss.R. (Detroit, 3 mei 1952) is een Amerikaans geestelijke en een kardinaal van de Rooms-Katholieke Kerk. Sinds 6 januari 2017 is hij aartsbisschop van Newark (NJ).
Tobin trad toe tot de Congregatie van de Allerheiligste Verlosser en legde op 21 augustus 1976 de eeuwige geloften af. Vanaf dat moment vervulde hij diverse functies in de zielzorg in het aartsbisdom Detroit. Van 1980 tot 1986 was hij vicaris-generaal van Detroit. In 1990 en 1991 werkte hij in Chicago. In 1991 werd hij consultor-generaal van de Redemptoristen en van 1997 tot 2009 was hij generaal-overste van de congregatie.
Op 2 augustus 2010 werd Tobin benoemd tot secretaris van de Congregatie voor de Instituten van Gewijd Leven en Gemeenschappen van Apostolisch Leven; hij werd tevens benoemd tot titulair aartsbisschop van Obba. Zijn bisschopswijding vond plaats op 9 oktober 2010.
Op 18 oktober 2012 werd Tobin benoemd tot aartsbisschop van Indianapolis. Op 7 november 2016 werd Tobin benoemd tot aartsbisschop van Newark en tot  superior van de Turks- en Caicoseilanden. Op 6 januari 2017 was de installatie in de Cathedral Basilica of the Sacred Heart in Newark.
Tobin werd tijdens het consistorie van 19 november 2016 kardinaal gecreëerd. Hij kreeg de rang van kardinaal-priester. Zijn titelkerk werd de Santa Maria delle Grazie a Via Trionfale.
- Gemeinsame Normdatei: 1033139394
- International Standard Name Identifier: 0000 0004 0222 4374
- Library of Congress Control Number: no2018165547
- Virtual International Authority File: 297864098
- WorldCat: E39PBJmTtM9CcHDkJKYMJMvJXd